# Michael Jai White
Pour les articles homonymes, voir White.

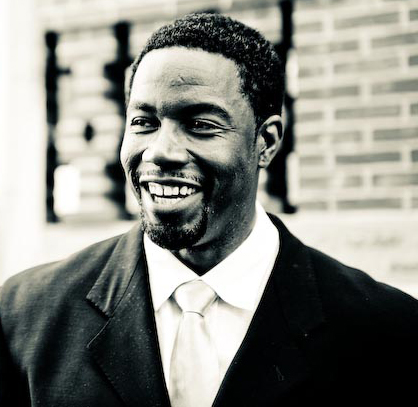
Michael Jai White durant le Festival du cinéma américain de Deauville en octobre 2009.

Michael Jai White est un acteur américain né le 10 novembre 1967 à Brooklyn, New York (États-Unis). C'est un combattant du karaté kyokushin, le Kyokushinkai, inventé dans les années 1950 (premier dojo ouvert à Tokyo en 1953) par Masutatsu Ōyama. On l'a entre autres vu dans Universal Soldier, Spawn, The Dark Knight et La Légende de Bruce Lee. Il est surtout connu pour le rôle-titre dans le film parodique Black Dynamite.

## Biographie

### Jeunesse et formation
Il a commencé les arts martiaux à l'âge de huit ans. Il est ceinture noire dans sept arts martiaux différents : karaté shotokan, taekwondo, kobudō d'Okinawa, goju ryu, tangsudo, kung fu wushu et kyokushinkai.
Il détient vingt-six titres, dont l'US Open, le North American Open (en) et le New England Grand Champion.
Après ses études secondaires à la Central High School (Connecticut) (en) de Bridgeport, il suit des cours de sciences politiques à l'université du Connecticut et à la Southern Connecticut State University (en), il abandonne ses études pour suivre des cours d'acteurs au HB Studio, à l'université Yale.

### Carrière professionnelle
Il est apparu dans Off-Broadway, Risin' in the Sun.
Il apparaît dans la bande-annonce de Kill Bill 1 et 2, non dans le film mais dans les scènes coupées.
Il a travaillé avec Steven Seagal dans Hors limites et s'est entraîné avec Jean-Claude Van Damme, avec lequel il a joué dans le film Universal Soldier.
Il a commencé sa carrière d'acteur dans The Toxic Avenger, Part II en 1989 et The Toxic Avenger Part III: The Last Temptation of Toxie.
En 1997, il tient le rôle principal de Spawn.
En 2002, il a fait un caméo dans le clip vidéo I Know What You Want de Mariah Carey et Busta Rhymes ainsi que dans le clip Your Love de Nicki Minaj. En 2011, on peut l'apercevoir dans le clip No Sunshine de DMX (scène du film Hors limites).
En 2008, il incarne Gamble, un des membres de la pègre de Gotham, dans le film The Dark Knight.
En 2010, Michael Jai White réalise Never Back Down 2.
Todo Segalla a été son instructeur.[réf. souhaitée]
On pourra le voir dans deux épisodes de la série Métal Hurlant Chronicles. Dans l'épisode 1 de la première saison : La Couronne du roi aux côtés de Scott Adkins, puis dans le second épisode de la deuxième saison, L'Endomorphe en compagnie de Michelle Lee.

### Vie privée
Il a dit qu'il mesurait déjà plus d'un mètre quatre-vingt à l'âge de quatorze ans.
Il est marié au Dr Courtenay Chatman à partir de 2005, avec qui il a eu un enfant. Ils ont divorcé en 2011.
Il se remarie avec Gillian Iliana Waters (en) en juillet 2015 en Thaïlande.

## Filmographie

### Cinéma
- 1989 : The Toxic Avenger, Part II : Apocalypse Inc. Executive
- 1989 : The Toxic Avenger Part III: The Last Temptation of Toxie : Apocalypse, Inc. Executive
- 1991 : Les Tortues Ninja 2 : Les héros sont de retour (Teenage Mutant Ninja Turtles II: The Secret of Ooze) : Figurant (non crédité)
- 1991 : Double identité (True Identity) : Alley Guy #1
- 1992 : Universal Soldier : un soldat
- 1993 : Full Contact de Rick Jacobson (en)
- 1995 : Lion Strike : Silvio
- 1995 : Ballistic : Quint
- 1995 : Jag : Navy Petty Officer Peter Quinn
- 1996 : 2 jours à Los Angeles (2 Days in the Valley) : Buck
- 1997 : City of Crime (City of Industry) : Odell Williams
- 1997 : Spawn : Al Simmons/Spawn
- 1998 : Ringmaster : Demond
- 1999 : Comme un voleur (Thick as Thieves) de Scott Sanders : Pointy Williams
- 1999 : Breakfast of Champions : Howell
- 1999 : Universal Soldier: Le combat absolu (Universal Soldier: The Return) : S.E.T.H.
- 2000 : The Bus Stop
- 2001 : Hors limites (Exit Wounds) : Lewis Strutt
- 2002 : Trois 2: Pandora's Box (en) : Hampton Hines
- 2003 : Justice d'Evan Oppenheimer : Tre
- 2004 : Fei ying : Morris
- 2005 : Getting Played : Acteur
- 2006 : Un seul deviendra invincible 2 : Dernier Round : George Chambers
- 2007 : Pourquoi je me suis marié ? (Why Did I Get Married?) : Marcus
- 2008 : The Dark Knight : Gamble
- 2009 : Black Dynamite : Black Dynamite
- 2009 : Blood and Bone : Bone
- 2010 : Pourquoi je me suis marié aussi ? (Why Did I Get Married Too?) : Marcus
- 2011 : Never Back Down 2 : Case Walker
- 2011 : Tactical Force : Hunt
- 2013 : Freaky Deaky de Charles Matthau : Donnell Lewis
- 2014 : Falcon Rising (en) : John 'Falcon' Chapman
- 2015 : Skin trade : Reed
- 2015 : Chain of Command : James Webster
- 2016 : The Asian Connection : Greedy Greg
- 2016 : Never Back Down: No Surrender (en) : Case Walker
- 2016 : The Crooked Man : Milo
- 2016 : Cops and robbers : rôle non défini
- 2016 : Vigilante Diaries : Barrington
- 2016 : Chocolate City : Vegas Strip : Princeton
- 2017 : Making a Killing : Orlando Hudson
- 2017 : Accidental man : Mike
- 2017 : SWAT: Under Siege : Scorpion
- 2018 : Traîné sur le bitume (Hors limites) de S. Craig Zahler : Biscuit
- 2019 : Triple Threat de Jesse V. Johnson : Devereaux
- 2019 : The Hard Way : Payne
- 2020 : Mort subite 2 : Jesse
- 2021 : The Outlaw Johnny Black : Johnny Black
- 2021 : The Commando : James Baker
- 2021 : Take Back : Brian
- 2021 : Rogue Hostage : Sparks
- 2023 : The Island : Policier du LAPD Mark

### Film d'animation
- 2021 : Batman: Soul of the Dragon : Bronze Tiger

### Télévision
- 1991 : Le Cercle de feu (Ring of Fire)
- 1995 : Mike Tyson, l'histoire de sa vie (Tyson: The True Story) : Mike Tyson
- 1996 : Shaughnessy : Carpenter
- 1996 : Captive Heart: The James Mink Story : Elroy
- 1999 : Mutinerie (Mutiny) : Ben Cooper
- 2000 : Freedom Song (en) : Coleman Vaughnes
- 2003 : Hotel
- 2005-2006 : La Ligue des justiciers : Doomsday (voix)
- 2006 : Spawn: The Animation : Barabbas (voix)
- 2008 : La Légende de Bruce Lee (The Legend of Bruce Lee) : Harrison (Mohamed Ali)
- 2009 : Spawn: The Animation : Barabbas (voix)
- 2010 : Mortal Kombat: Legacy (Web-série) : (épisodes 1 et 2) : Captain Jackson 'Jax' Briggs
- 2010 : La Colère de Sarah (One Angry Juror) : Derrick
- 2011 : Batman : L'Alliance des héros (Batman : The Brave and the bold) : The Tattooed man
- 2012-2013 : Métal Hurlant Chronicles (série télé animation) (2 épisodes) : Teague (voix)
- 2013-2019 : Arrow : Ben Turner / Bronze Tiger (9 épisodes)
- 2018 : Les Noëls de ma vie : Justin